# Alie Boorsma
Alie Boorsma (Drachten, 22 juli 1959) is een voormalige Nederlands schaatsster op de lange- en kortebaan.

## Biografie
Alie Boorsma nam viermaal deel aan het WK Allround. Alleen op het WK van 1982 won ze een afstandmedaille, de bronzen op de 500 meter. Boorsma nam deel aan de Olympische Winterspelen 1984 in Sarajevo. Ook veroverde ze enkele malen eremetaal op afstanden tijdens de Nederlandse Kampioenschappen Schaatsen Dames Allround en tweemaal brons op de 500m (1981 en 1982) tijdens de Europese Kampioenschappen Schaatsen Dames.

## Persoonlijke records
| Afstand    | Tijd    | Datum            | Baan    |
| ---------- | ------- | ---------------- | ------- |
| 500 meter  | 41,21   | 13 februari 1982 | Inzell  |
| 1000 meter | 1.24,82 | 5 maart 1982     | Inzell  |
| 1500 meter | 2.10,55 | 13 februari 1982 | Inzell  |
| 3000 meter | 4.38,50 | 26 februari 1981 | Inzell  |
| 5000 meter | 8.12,19 | 3 februari 1985  | Alkmaar |

## Resultaten
| Jaar | NK Kortebaan | NK Junioren B | NK Junioren A | NK Allround | NK Sprint | EK Allround | WK Junioren | WK Allround | WK Sprint | Olympische Spelen  |
| ---- | ------------ | ------------- | ------------- | ----------- | --------- | ----------- | ----------- | ----------- | --------- | ------------------ |
| 1977 |              | NC13          |               |             |           |             |             |             |           |                    |
| 1978 | Brons        | Zilver        |               |             |           |             |             |             |           |                    |
| 1979 | 8e           |               | Zilver        |             |           |             | NC18        |             |           |                    |
| 1980 |              |               | Goud          |             |           |             | 13e         |             |           |                    |
| 1981 |              |               |               | Goud        |           | 11e         |             | 13e         | 9e        |                    |
| 1982 |              |               |               | Goud        |           | DQ          |             | 7e          | 5e        |                    |
| 1983 |              |               |               | Brons       | Goud      | 11e         |             | 13e         | 9e        |                    |
| 1984 | Goud         |               |               |             | Brons     | NC18        |             |             |           | 33e 500m 23e 1000m |
| 1985 | Goud         |               |               |             | Zilver    |             |             | NC17        | 11e       |                    |
| 1986 | 4e           |               |               |             | 8e        |             |             |             |           |                    |
| 1987 | 16e          |               |               |             | 4e        |             |             |             |           |                    |
| 1988 | 6e           |               |               |             |           |             |             |             |           |                    |

### Medaillespiegel
| Kampioenschap | Goud · | Zilver · | Brons · |
| ------------- | ------ | -------- | ------- |
| NK Kortebaan  | 2      | 0        | 1       |
| NK Junioren   | 1      | 2        |         |
| NK Allround   | 2      | 0        | 1       |
| NK Sprint     | 1      | 1        | 1       |

## Nederlandse records
| Nr. | Afstand        | Tijd    | Datum               | Baan     |
| --- | -------------- | ------- | ------------------- | -------- |
| 1   | 500 m          | 42,41   | 21 februari 1981    | Grenoble |
| 2   | sprintvierkamp | 173.365 | 21/22 februari 1981 | Grenoble |
| 3   | 500 m          | 41,80   | 25 februari 1981    | Inzell   |
| 4   | 1000 m         | 1.25,53 | 26 februari 1981    | Inzell   |
| 5   | minivierkamp   | 175.924 | 25/26 februari 1981 | Inzell   |
| 6   | 500 m          | 41,21   | 13 februari 1982    | Inzell   |
| 7   | minivierkamp   | 174.536 | 13/14 februari 1982 | Inzell   |
| 8   | sprintvierkamp | 168.315 | 21/22 januari 1984  | Davos    |

| Nr. | Afstand        | Tijd    | Datum             | Baan       |
| --- | -------------- | ------- | ----------------- | ---------- |
| 1   | sprintvierkamp | 182.000 | 5/6 februari 1979 | Heerenveen |